# تانگلو پارک (فلوریدا)
تانگلو پارک (به انگلیسی: Tangelo Park) یک منطقهٔ مسکونی در ایالات متحده آمریکا است که در شهرستان اورنج، فلوریدا واقع شده‌است. تانگلو پارک ۰٫۹ کیلومتر مربع مساحت و ۲٬۲۳۱ نفر جمعیت دارد و ۲۹ متر بالاتر از سطح دریا قرار دارد.